# Ordine al Merito dell'Educazione Nazionale (Gabon)
L'Ordine al Merito dell'Educazione Nazionale è un ordine cavalleresco del Gabon.

## Classi
L'Ordine dispone delle seguenti classi di benemerenza:
- Cavaliere di gran croce
- Grand'ufficiale
- Commendatore
- Ufficiale
- Cavaliere